# San Gervasio (Palaia)
San Gervasio (Castrum Sancti Gervasii in latino) è una frazione del comune italiano di Palaia, nella provincia di Pisa, in Toscana.

## Storia
San Gervasio, antico castello della Valdera, mostra ancora oggi la struttura del borgo medievale.
Di notevole rilevanza è la pieve, datata intorno al secolo XI e dedicata ai santi Gervasio e Giovanni Battista, e il castello le cui prime notizie risalgono all'anno 930, posto alla sommità del colle.
Il castello fu proprietà prima dei vescovi di Lucca, quindi passò sotto il dominio della Repubblica di Pisa, alla quale fu strappato dai fiorentini nell'anno 1436. Nei secoli successivi il borgo vide la presenza di nobili famiglie di Firenze i Rucellai, gli Alamanni e i conti di Montauto. Per ciò che riguarda invece la giurisdizione ecclesiastica, essa appartenne ancora a Lucca, fino al 1622 quando la pieve e il territorio furono annessi alla diocesi di San Miniato.
Nel corso del Settecento, il castello fu trasformato in una villa fattoria che raggiunse una piena operosità e prosperità nella metà dell'Ottocento fino ai primi decenni del Novecento, grazie ai marchesi fiorentini Alamanni Uguccioni.
La proprietà passò poi alla famiglia Montano; iniziò una progressiva decadenza che culminò con gli anni '50 del secolo scorso. Dagli anni '60 la tenuta e l'intero territorio aziendale appartengono alla famiglia Tommasini, di Pontedera, che hanno riportato la fattoria all'antica prosperità, concentrandosi sulla produzione di vino biologico di qualità.

## Il Museo
A San Gervasio è presente il Museo del lavoro e della civiltà rurale, istituito nel 1984; esso è ospitato in una casa colonica del Settecento cui adiacente si trova l'oratorio di San Colombano.